# Libertad de prensa en Rusia

Índice de libertad de prensa
Buena situación
Situación satisfactoria
Problemas alcanzables
Situación grave
Situación muy grave
Sin datos

La Libertad de prensa en Rusia se refiere tanto a la capacidad de los directores de los medios de comunicación de masas para llevar a cabo políticas independientes como a la capacidad de los periodistas para acceder a las fuentes de información y trabajar sin presiones externas. Los medios de Rusia incluyen canales de radio y televisión, publicaciones periódicas y medios de Internet, que de acuerdo con las leyes de la Federación Rusa pueden ser propiedad estatal o privada.
A partir de 2022 Rusia ocupaba el puesto 155 de 180 países en el Índice de Libertad de Prensa compilado por Reporteros sin Fronteras. En el informe Freedom House Freedom of the Press de 2017 Rusia obtuvo un puntaje de 83 (siendo 100 el peor), principalmente debido a las nuevas leyes introducidas en 2014 que extendieron aún más el control estatal sobre los medios de comunicación. Freedom House caracterizó la situación como aún peor en Crimea donde, después de la anexión de Rusia en 2014, tanto la jurisdicción rusa como los medios extrajudiciales según Freedom House se aplican rutinariamente para limitar la libertad de expresión.
Múltiples organizaciones internacionales critican varios aspectos de la situación contemporánea de la libertad de prensa en Rusia. El gobierno ruso practica la censura en Internet.

## Marco legislativo
La constitución rusa establece la libertad de expresión y de prensa; sin embargo, la aplicación de la ley por parte del gobierno, la regulación burocrática y las investigaciones criminales por motivos políticos han obligado a la prensa a ejercer la autocensura restringiendo su cobertura de ciertos temas controvertidos, lo que resulta en violaciones de estos derechos. Según Human Rights Watch el gobierno ruso ejerce control sobre la sociedad civil a través de la implementación selectiva de la ley, la restricción y la censura. 

### Comisionado de Derechos Humanos (ombudsman)
El Defensor del Pueblo de Rusia nombrado oficialmente Comisionado para los Derechos Humanos, es designado por el Parlamento por un período determinado. Defensor del Pueblo no puede ser destituido antes del término de su mandato y no está subordinado a ningún órgano de poder, incluidos el presidente o el gobierno. Las 83 regiones administrativas de Rusia tienen derecho a elegir un ombudsman local cuya autoridad se limita a esa región menos de la mitad lo ha hecho.
El defensor del pueblo ruso Vladimir Lukin informó en 2006, que sugerir que la libertad de expresión es inexistente en Rusia sería una exageración, básicamente se observa el derecho constitucional a la libertad de expresión, así como que no hubo censura institucionalizada. Aparentemente, por estas mismas razones, los periodistas y editores rara vez apelan al comisionado para protestar por las restricciones de su derecho a buscar, recibir, transferir, publicar o distribuir información. Sin embargo, existen restricciones encubiertas en un grado considerable, a menudo son impuestas a través de la presión económica sobre los medios de comunicación por parte de las autoridades y empresas leales. También está muy extendida la llamada "autocensura" que induce a los periodistas a abstenerse de difundir información que, a su juicio, puede no ser del agrado de las autoridades. Así que en muchos lugares.
En el informe anual de 2008, Vladimir Lukin escribió que es importante contar con una interpretación legal integral de los términos que pueden limitar la libertad de pensamiento y de palabra. Habló en contra de la enmienda a la legislación electoral que es "una prohibición práctica" de impugnar las críticas de los candidatos, calificándola de obviamente excesiva y Lukin criticó la Ley de lucha contra las actividades extremistas y señaló que el extremismo y la disidencia deben estar estrictamente divididos legalmente.

## Ataques y amenazas contra periodistas
Los peligros para los periodistas en Rusia son bien conocidos desde principios de la década de 1990, pero la preocupación por la cantidad de asesinatos sin resolver se disparó después del asesinato de Anna Politkovskaya en Moscú el 7 de octubre de 2006. Mientras que los observadores internacionales hablaron de varias docenas de muertes, algunas fuentes dentro de Rusia hablaron de más de doscientas muertes. 
El Día del Recuerdo de los Periodistas Muertos en el Cumplimiento del Deber en Rusia se celebra el 15 de diciembre de cada año.

### Agresiones a periodistas
Desde principios de la década de 1990, varios reporteros rusos que han cubierto la situación en Chechenia historias polémicas sobre el crimen organizado, funcionarios estatales y administrativos y grandes empresas han sido asesinados. Según el Comité para la Protección de los Periodistas desde 1992, 50 periodistas han sido asesinados por su actividad profesional en Rusia (lo que lo convirtió en el tercer país más mortífero para los periodistas en el período 1992-2006), 30 periodistas de 1993 a 2000, y 20 periodistas desde 2000.
Según la Glasnost Defense Foundation hubo 9 casos de muertes sospechosas de periodistas en 2006, así como 59 agresiones a periodistas y 12 ataques a oficinas editoriales. En 2005, la lista de todos los casos incluía 7 muertes, 63 agresiones, 12 ataques a oficinas editoriales, 23 incidentes de censura, 42 procesos penales, 11 despidos ilegales, 47 casos de detención por militsiya, 382 juicios, 233 casos de obstrucción, 23 cierres de oficinas editoriales, 10 desalojos, 28 confiscaciones de producción impresa, 23 casos de interrupción de la transmisión, 38 negativas a distribuir o imprimir producción, 25 actos de intimidación y otras 344 violaciones de los derechos de los periodistas rusos.
El 7 de octubre de 2006, la periodista rusa Anna Politkovskaya conocida por sus críticas a las acciones de Rusia en Chechenia y al gobierno checheno prorruso, recibió un disparo en el vestíbulo de su edificio de apartamentos. La muerte de Politkovskaya desencadenó un clamor de críticas a Rusia en los medios occidentales con acusaciones de que, en el mejor de los casos, Vladímir Putin no ha logrado proteger a los nuevos medios independientes del país. 
El Instituto Internacional de Prensa informa sobre el uso selectivo de regulaciones, investigaciones criminales por motivos políticos, encarcelamientos de periodistas, cierres de medios y acosos agresivos por parte de los servicios de seguridad. Según la organización, Rusia sigue siendo el país europeo más peligroso para los periodistas, con cuatro muertos en 2009. 
Amnistía Internacional informó en 2009 que los defensores de los derechos humanos, los periodistas y los abogados que hablaron abiertamente sobre los abusos contra los derechos humanos sufrieron amenazas e intimidación. La policía parecía renuente a investigar tales amenazas y prevaleció un clima de impunidad por los ataques contra los activistas de la sociedad civil. Amnistía Internacional informó también de un "clima de creciente intolerancia hacia las opiniones independientes". Según el Comité para la Protección de los Periodistas Rusia es un lugar más peligroso ahora que durante la Guerra Fría. Solo Irak y Argelia lo superan en la lista de los países que más amenazan la vida para la prensa.
En octubre de 2016, un grupo de periodistas chechenos publicó un llamamiento anónimo y dramático para el diario británico The Guardian describiendo la intimidación y los ataques físicos que están experimentando bajo el gobierno de Ramzan Kadyrov y el control total que los funcionarios ejercen sobre los medios de comunicación en la república.
El Comité de Derechos Humanos del Alto Comisionado de las Naciones Unidas para los Refugiados está preocupado por la situación actual en Rusia.

«Ante la alarmante incidencia de amenazas, agresiones violentas y asesinatos de periodistas y defensores de los derechos humanos, que ha creado un clima de miedo y un efecto paralizador en los medios de comunicación, incluidos los que trabajan en el Cáucaso del Norte, y lamenta la falta de medidas eficaces adoptadas para proteger el derecho a la vida y la seguridad de estas personas.

- En agosto de 2014, el editor con sede en Pskov Lev Shlosberg, miembro del partido opositor Yabloko, sufrió un grave ataque que lo dejó inconsciente. Afirma que el ataque estuvo relacionado con las investigaciones de su periódico sobre el despliegue de soldados rusos desde Pskov a Ucrania.
- En agosto de 2014, el reportero de investigación Aleksandr Krutov fue atacado y golpeado en Sarátov la cuarta vez en sus 20 años de carrera cubriendo crímenes para una publicación local.
- En septiembre de 2014, un equipo de televisión que informaba sobre fraudes fue atacado en Novosibirsk. Su equipo fue destruido y el camarógrafo resultó herido.
- En diciembre de 2014, en Novosibirsk el editor jefe de taiga.info fue golpeado por dos hombres en las instalaciones del sitio web.
- El 30 de julio de 2018, Orkhan Dzhemal (hijo de Geydar Dzhemal) fue asesinado junto con el director de cine Alexander Rastorguev y el camarógrafo Kirill Radchenko en la República Centroafricana mientras filmaban un documental sobre las actividades de las formaciones militares rusas ilegales en la República Centroafricana.[12]
- En junio de 2019, el periodista de investigación Ivan Golunov fue arrestado y presuntamente golpeado bajo custodia.
- En 2021 Roman Dobrokhotov abandonó Rusia después de que la FSB lo colocara en la lista de "buscados" por supuesto "cruce ilegal de la frontera".[13]

### Denegación de entrada y deportación de periodistas extranjeros
- En febrero de 2011, al periodista de The Guardian, Luke Harding de Gran Bretaña, se le negó la entrada a Rusia, en contra de las regulaciones de la OCSE. Se convirtió en el primer periodista extranjero en ser expulsado de Rusia desde el final de la Guerra Fría. Algunos vincularon su expulsión con una cobertura poco halagüeña de Rusia, incluida la especulación sobre la riqueza de Vladímir Putin. El 9 de febrero, Rusia revocó la decisión.
- En julio de 2014, el periodista ucraniano Yevgeniy Agarkov (1+1 TV) fue arrestado en Vorónezh mientras informaba sobre el juicio de un prisionero de guerra ucraniano. Fue acusado de faltar a la acreditación adecuada y fue condenado, deportado y suspendido por cinco años.
- En septiembre de 2014, un equipo de la BBC fue atacado en Astracán mientras investigaba la muerte de soldados rusos en Ucrania, algo que el Kremlin todavía niega en este momento. Tenían su equipo destruido.
- En 2015 una periodista australiana Helen Womack, que pasó más de 30 años informando desde Rusia, se le negó la acreditación después de aparecer en un sitio web de "lista de enemigos de Rusia" operado por nacionalistas y se la obligó a abandonar el país.[14]
- También en 2015, luego del documental sobre los soldados rusos que sirvieron en la batalla del Dombás, a Simon Ostrovsky se le negó la acreditación en Rusia.
- Wacław Radziwinowicz fue expulsado en diciembre de 2015.
- Thomas Nilsen, editor de The Barents Observer, fue declarado persona non grata en noviembre de 2016
- A Sarah Rainsford se le prohibió trabajar en Rusia en agosto de 2021.[15]